# Kumpusaari (ö i Norra Savolax, Nordöstra Savolax, lat 62,98, long 28,63)
Kumpusaari är en ö i Finland. Den ligger i sjön Saarijärvi och i kommunen Kaavi i den ekonomiska regionen  Nordöstra Savolax ekonomiska region  och landskapet Norra Savolax, i den centrala delen av landet, 400 km nordost om huvudstaden Helsingfors. Öns area är 2,3 hektar och dess största längd är 320 meter i nord-sydlig riktning.